# Reino de Limmu-Ennarea
El Reino de Limmu-Ennarea fue uno de los reinos de la región de Gibe en Etiopía que surgió en el siglo XIX. Compartía su frontera oriental con el Reino de Jimma, su frontera meridional con el Reino de Gomma y su frontera occidental con el Reino de Gumma. Más allá de su frontera norte se encuentran las tribus de los Macha Oromo. Jimma era considerado el más civilizado de los reinos Gibe, que en la década de 1880 tenía una población de entre 10.000 y 12.000 habitantes. Fue convertido al Islam por misioneros de Harar en la primera mitad del siglo XIX; C.T. Beke, escribiendo en 1841, informó que su "rey y la mayoría de sus súbditos son mahometanos". La capital de Limmu-Ennarea estaba en Saqqa.
La ubicación de este antiguo reino tiene una elevación central de norte a sur entre 1.500 y más de 2.000 metros, y está cubierto de bosques. Se estima que la población de este reino en 1880 era de unos 40.000 habitantes, incluyendo los esclavos. Sin embargo, esto fue después de una epidemia de peste a finales de la década de 1840, y Mordechai Abir estima que la población antes de esa calamidad era de alrededor de 100.000 personas.

## Historia
El reino de Limmu-Ennarea era una continuación del antiguo reino de Ennarea, que resistió con éxito durante muchos decenios al invasor oromo, que había invadido otros reinos afluentes del emperador etíope, como Bizamo y Konch. A pesar de ello, como observa Mohammed Hassen, Ennarea se sumió finalmente en un prolongado período de guerra civil y para "mediados de la segunda mitad del siglo XVII, Ennarya no sólo carecía de un único liderazgo, sino que sus líderes en pugna probablemente luchaban más entre sí que con su enemigo común". En 1704, cuando el emperador Iyasu el Grande hizo campaña al sur del río Abay, y llegó a Gonga, la fortaleza de Ennarea en el río Gibe, se encontró con dos líderes rivales del desmoronado reino. En los años que siguieron a la expedición del Emperador a Ennarea, los potentados beligerantes huyeron gradualmente hacia el sur, al Reino de Kaffa. El resto de la población Sidamo fue absorbida por los Oromo, quienes como práctica no hicieron ninguna distinción en cuanto a la ascendencia étnica para incluirla en su sociedad.
Eventualmente un poderoso líder de guerra, Bofo el hijo de Boku, llegó a dominar el Limmu Oromo por su destreza militar y carisma; Mohammed Hassen fecha este desarrollo entre 1800 y 1802. Formó un vínculo dinástico con la hija de Abba Rebu, que remontaba su ascendencia tanto a la anterior dinastía que gobernó Ennarea, como a un soldado portugués del ejército de Cristóvão da Gama que había ido a vivir a Ennarea. Abir también señala que otra tradición afirma que este matrimonio fue una unión política entre dos clanes rivales, los Sápera y los Sigaro. En cualquier caso, debido a esta influencia portuguesa, los reyes de Limmu-Ennarea se llamaban a sí mismos supera, a diferencia de los otros reyes de Gibe que utilizaban la palabra oromo "Moti",[cita requerida] que originalmente indicaba el cargo del líder de la guerra (también llamado Abba Dula) durante el ciclo de su Gadaa.
En 1825, Bofu abdicó en favor de su hijo, Abba Bagibo, bajo cuyo gobierno Limmu-Ennarea alcanzó la cima de su existencia. Debido a las guerras en la vecina Jimmu, los mercaderes usaron la ruta comercial a través de su reino para acceder a Kaffa. Abba Bagibo hizo un esfuerzo concertado para promover este comercio, tanto con políticas beneficiosas (por ejemplo, ofreciendo seguridad de los bandidos a los comerciantes, y aranceles más bajos) como con otras coercitivas (exigiendo a los comerciantes de Gondar, Adua, Derita y Dawe que se reunieran con sus homólogos de Kaffa y más al sur en Saqqa).
Durante el reinado de Abba Bagibo, el Reino de Limmu-Ennarea adoptó el Islam como la religión del estado. Cuando los misioneros católicos abrieron una misión en el reino en 1846, el rey les dijo que "si hubieras venido hace treinta años, no sólo yo sino todos mis compatriotas podrían haber abrazado tu religión, pero ahora es imposible".
El eventual éxito de Jimma al conquistar el Badi-Folla en 1847 reabrió la ruta comercial entre Kaffa y Shewa, que los mercaderes encontraron mucho mejor. Esto también puso fin a la prosperidad de Limmu-Ennarea, a pesar de las acciones posteriores de Abba Bagido. A su muerte en 1861, Abba Bagido fue sucedido por su "hijo musulmán fanático y sin talento", que aceleró el declive del reino.
Limmu-Ennarea fue asegurada para Shewa por Ras Gobana Dacche después de la decisiva batalla de Embabo, sin que se diera un solo golpe; sin embargo, cuando Ras Gobana cayó del poder unos años más tarde, a mediados del decenio de 1880, toda la región de Gibe estalló en una revuelta. Dejazmach Wolde Giyorgis reconquistó entonces el reino por la fuerza; el Dejazmach construyó después una iglesia dedicada a San Marcos cerca del palacio real. Abba Bagibo, el hijo del último rey, Abba Gomoli, se convirtió al cristianismo por ventajas políticas, cambió su nombre por el de Gabra Selassie y se convirtió en un Fitawrari del Imperio etíope.